# Laura Boella
Laura Boella (Cuneo, 12 gennaio 1949) è una filosofa e traduttrice italiana, professoressa ordinaria di filosofia morale presso l'Università degli Studi di Milano.

## Biografia
Ha frequentato il Liceo Classico "Silvio Pellico" di Cuneo ed è stata allieva dell'Università di Pisa e del Collegio Medico-Giuridico della Scuola normale superiore di Pisa, laureandosi in Giurisprudenza con una tesi in Filosofia del diritto. Ha insegnato presso le università di Pisa e di Milano. Dagli studi sul marxismo critico degli anni settanta, con importanti lavori su Lukács, è passata, attraverso impegnative monografie su Ernst Bloch e Georg Simmel, allo studio del pensiero femminile del Novecento  soprattutto di Hannah Arendt. In questo ambito di riflessione, ha sviluppato in particolare il tema delle relazioni intersoggettive e dei sentimenti di simpatia, empatia e compassione. Fa parte della redazione della rivista Aut aut. Tra i numerosi lavori di traduzione e cura di testi, oltre a quelli di Hannah Arendt, significativi sono quelli che hanno contribuito all'introduzione in Italia del pensiero della "Scuola di Budapest" e, in particolare, di Ágnes Heller. Ha curato l'edizione italiana dei principali scritti di Ernst Bloch degli anni Trenta (Tracce, Milano, Coliseum, 1989; poi Garzanti, Milano, 2006; Eredità del nostro tempo, Milano, Il Saggiatore, 1992) e introdotto alcune opere di Max Scheler, Simone Weil e Jeanne Hersch.
Si è occupata anche di neuroetica.

## Opere principali
- Il giovane Lukács, Bari, De Donato, 1977
- Ernst Bloch. Trame della speranza, Milano, Jaca Book, 1987
- Dietro il paesaggio. Saggio su Georg Simmel, Milano, Unicopli, 1988
- Hannah Arendt. Agire politicamente, pensare politicamente, Milano, Feltrinelli, 1995 (2 ed. 2005)
- Morale in atto. Virtù, cattiva coscienza, purezze della vita morale nella riflessione di Vladimir Jankélévitch, Milano, CUEM, 1997
- Cuori pensanti. Hannah Arendt, Simone Weil, Edith Stein, María Zambrano, Mantova, Tre Lune, 1998 (trad. spagnola, Madrid, Narcea, 2010)
- Le imperdonabili. Etty Hillesum, Cristina Campo, Ingeborg Bachmann, Marina Cvetaeva, Mantova, Tre Lune, 2000
- Per amore di altro. L'empatia a partire da Edith Stein, Milano, Raffaello Cortina Editore, 2000 (in collaborazione con Annarosa Buttarelli)[6]
- Maria Zambrano: dalla storia tragica alla storia etica: autobiografia, confessione, sapere dell'anima, Milano, CUEM, 2001
- Grammatica del sentire. Compassione, simpatia, empatia, Milano, CUEM, 2004
- Sentire l'altro: conoscere e praticare l'empatia, Milano, Raffaello Cortina, 2006
- Laura Boella, Neuroetica: la morale prima della morale, Milano, Raffaello Cortina, 2007, ISBN 8860301580.[7]
- Cuori pensanti. 5 brevi lezioni di filosofia per tempi difficili, Chiarelettere 2020